# Saarivuoma sameby
Saarivuoma sameby är en fjällsameby i Kiruna kommun.
Saarivuoma sameby ligger mellan Lainiovuoma sameby i norr och Talma sameby i söder. Vinterbeteslanden finns i närheten av Övre Soppero och sommarbeteslanden i stor utsträckning på norska sidan om riksgränsen vid Altevatnet.
Samebyn vann 1968 i Norges högsta domstol, Høyesteretten, det uppmärksammade Altavatn-målet, som gällde inskränkningar av renbetes- och fiskerätt i samband med uppdämning av Altavatnet för kraftverk nedströms. I Altevatn-domen slår högsta domstolen fast att samer från Saarivuoma sameby funnits i området sedan mitten av 1600-talet och har upparbetat bruksrätt enligt alders tids bruk. Denna dom ses i Norge som en milstolpe, då den var den första av högsta instans som tillerkände samer bruksrätt av urminnes hävd och införde renbetesrätten som en egendomsrätt. Domstolen ansåg också att samebyn hade rätt till ersättning för intrånget (expropriationsersättning).
Genom att Saarivuoma sameby har begränsade sommarbeten i Sverige, tillhör den de samebyar som mest drabbats av den sedan slutet av 1800-talet kontinuerligt ökade begränsningen av den gränsöverskridande renskötseln. Efter utlöpandet av 1972 års svensk-norska renbeteskonvention införde den norska staten ensidigt bestämmelser om fortsatt inskränkt renbetesrätt för svenska samer. Samebyn har på olika sätt protesterat mot inskränkta rättigheter både mot norska och svenska myndigheter, bland annat vid ett demonstrationståg i Stockholm i november 2007.
I Norge har samebyn utan framgång argumenterat på basis av Höyesterettens Altavatn-dom gentemot den norska reinbetesforvaltningen.
Ordförande i Saarivuoma sameby är Per Anders Nutti (född 1955), i Övre Soppero.